# أليس كريج
أليس كريج (بالإنجليزية: Alice Krige) هي منتجة أفلام وممثلة جنوب أفريقية، ولدت في 28 يونيو 1954 في جنوب أفريقيا. بدأت مشوارها المهني سنة 1976، ومن الجوائز التي نالتها جائزة زحل وجائزة لورنس أوليفيه سنة 1981.

## أعمال

### أفلام
- (1981) عربات النار[5]
- (1996) أول اتصال[6][7][8]
- (2002) عهد النار[9]
- (2006) ابق حيا
- (2006) العقد[10]
- (2006) سايلنت هيل[11]
- (2006) قلوب وحيدة[12]
- (2009) سليمان كين
- (2010) صبي الساحر
- (2013) العالم المظلم[13][14][15]

### مسلسلات
- أو أي
- الطاغية
- رصيف الكرنفال

## جوائز
- جائزة زحل
- جائزة لورنس أوليفيه (1981)

## وصلات خارجية
- أليس كريج على موقع IMDb (الإنجليزية)
- أليس كريج على موقع ألو سيني (الفرنسية)
- أليس كريج على موقع تيرنر كلاسيك موفيز (الإنجليزية)
- أليس كريج على موقع أول موفي (الإنجليزية)
- أليس كريج على موقع قاعدة بيانات الأفلام السويدية (السويدية)
- أليس كريج على موقع إن إن دي بي (الإنجليزية)
- أليس كريج على موقع قاعدة بيانات الفيلم (الإنجليزية)
- أليس كريج على موقع كينوبويسك (الروسية)